# Glenea rubricollis
Glenea rubricollis é uma espécie de escaravelho da família Cerambycidae. Foi descrita por Frederick William Hope em 1842, originalmente sobe o género Colobothea. É conhecida a sua existência no Vietname e Índia.